# Maporal (Ignacio Briceño)
Pour les articles homonymes, voir Maporal.
Maporal est la capitale de la paroisse civile d'Ignacio Briceño de la municipalité de Pedraza dans l'État de Barinas au Venezuela.